# Die Stimme der Stille

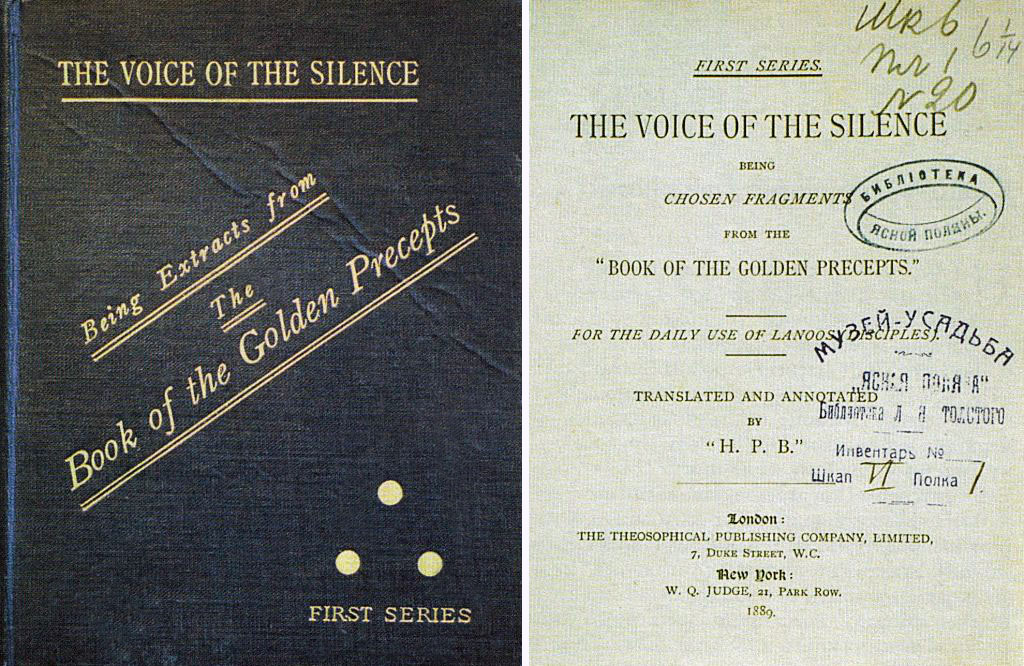
Erstausgabe von 1889

Die Stimme der Stille (Originaltitel: The Voice of the Silence) ist ein Buch von Helena Petrovna Blavatsky. Es wurde in Fontainebleau geschrieben und erstmals 1889 in London veröffentlicht.

## Aufbau
Das Werk besteht aus drei Teilen:
- Die Stimme der Stille (The Voice of the Silence)
- Die zwei Wege (The Two Paths)
- Die sieben Pforten (The Seven Portals)

## Entstehung
Blavatsky behauptete im Vorwort, dass es nicht ihr eigenes Werk darstelle, sondern es sich um Übersetzungen von Teilen des Buches der goldenen Lehren (The Book of the Golden Precepts) handele. Während ihres Aufenthaltes in Tibet hätte sie diese auswendig gelernt und brauchte sie deshalb nur mehr niederzuschreiben. Der englische Originaltext ist stark mit Sanskrit- und tibetischen Fachwörtern durchsetzt, welche die Lesbarkeit wesentlich erschweren. Aus diesem Grund wurde und wird bei manchen Übersetzungen eine Eindeutschung dieser Begriffe versucht und werden die originalen Ausdrücke in Fußnoten dargestellt.

## Verbindungen
Ganz in der Tradition der östlichen Philosophien geschrieben, weist das Werk zahlreiche Parallelen zum Hinduismus auf. In den Veden, und hierin vor allem den Upanishaden, aber auch der Bhagavad Gita, findet sich ähnliches. Übereinstimmung gibt es ebenso zum Buddhismus. Hier bezeichnete der bedeutende Zen-Gelehrte Daisetz Teitaro Suzuki das Buch als echten Mahayana und schrieb darüber: „Ohne Zweifel wurde Helena Blavatsky in die tieferen Seiten der Mahayana-Lehren eingeweiht und veröffentlichte dann das, was sie für weise hielt…“. Der Dalai Lama, traditionell den Lehren der Theosophie gegenüber freundlich eingestellt, versah die Übersetzung Satteldorf 1997 mit einem Vorwort, als Ausdruck seiner Übereinstimmung.
Der Text erschien auch in einer von Aleister Crowley kommentierten Fassung 1919 in Band III, Nummer 1 von dessen Zeitschrift The Equinox. In dieser Fassung erscheint das Werk auch als Liber LXXI in der Reihe der Libri von Thelema.

## Inhalt
Die Stimme der Stille
Dieser erste Teil beschreibt den „Weg“, den ein Jünger zu gehen hat. Die Stationen auf diesem Pfad entsprechen der Arbeit an einem selbst durch das Ausmerzen von Lastern sowie Untugenden und Überwindung der Maya. Nach Überwindung seiner selbst, gibt es für den Jünger keinen Pfad mehr. Schließlich verliert sich das Bewusstsein jeglicher Individualität und der Jünger erreicht Samadhi, er ist eins mit dem All.
Die zwei Wege
Wenn die Einheit erreicht ist, stehen zwei Möglichkeiten zur Wahl. Die eine Wahl heißt, das Rad der Wiedergeburt für immer zu überwinden. Die zweite Wahl heißt, aus freien Stücken zurückzukehren, um anderen auf ihrem Weg zu helfen. Der zweite, unsagbar schwierigere Weg, ist der edlere.
Die sieben Pforten
Noch bevor die Einheit erreicht werden kann, müssen sieben Tugenden der Vollendung gemeistert werden: Die Bereitschaft zu stetem Sich-Verschenken, Ausgeglichenheit, Unerschütterlichkeit, Leidenschaftslosigkeit, Kraft, Versenkung und Weisheit.

## Ausgaben und Übersetzungen
Ausgaben
- Erstausgabe: The voice of the silence and other chosen fragments from the book of the golden precepts ; for the daily use of Lanoos (disciples). Translated and annotated by H. P. B. Alliance Publ. Co., New York 1889, Digitalisat.
- The Voice of the Silence / The Two Paths / The Seven Portals. Mit einem ausführlichen Kommentar von Aleister Crowley. In: The Equinox III,1 (The Blue Equinox). Universal Publishing Co, Detroit 1919.

Übersetzungen
- Die Stimme der Stille. Jubiläumsausgabe. Verlag Esoterische Philosophie, Hannover 2008, ISBN 978-3-924849-60-3.
- Die Stimme der Stille, Auszüge aus dem Buch der goldenen Regeln. Übersetzt von Hank Troemel. Adyar, Theosophische Verlags-Gesellschaft, Satteldorf 1997, ISBN 3-927837-62-8.
- Die Stimme der Stille und andere ausgewählte Bruchstücke aus dem "Buch der goldenen Lehren". Übersetzt von Norbert Lauppert und Fritz Kutschera. Adyar-Verlag, Graz 1982, ISBN 3-85005-068-8.
- Die Stimme der Stille, Die zwei Wege, Die sieben Pforten. Übersetzt von Franz Hartmann. Ullrich-Verlag, Calw 1976.
- Die Stimme der Stille und andere ausgewählte Bruchstücke aus dem Buche der Goldenen Lehren. Übersetzt von Gertrud Engel. Ring-Verlag, Düsseldorf 1935.